# Virtasaari (ö i Norra Österbotten, Koillismaa, lat 65,96, long 29,61)
Virtasaari är en halvö i Finland. Den ligger i sjön Piiksiselkä och i kommunen Kuusamo i den ekonomiska regionen  Koillismaa ekonomiska region  och landskapet Norra Österbotten, i den nordöstra delen av landet, 700 km norr om huvudstaden Helsingfors.